# Vibeke Dalgas
Vibeke Dalgas (døbt Karen Vibeke Dalgas), (født 28. september 1933 i Holbæk) er en dansk-svensk arkitekt. Hun er uddannet på Kunstakademiet i København, har arbejdet som byplansarkitekt i Hillerød og undervist på Kunstakademiet. I 1988 blev hun professor i byplanlægning ved Lunds Tekniska Högskola. Hun er gift med den svenske arkæolog Hans Andersson (sv).
Vibeke Dalgas har igennem sit arbejdsliv forsket i og debatteret byplanlægning. Hun har arbejdet i skæringsfeltet mellem arkitektur, landskab, historie og bevaring.

## Uddannelse og påvirkninger
Dalgas blev født i Holbæk i 1933 som datter af civilingeniør Christian August Dalgas og Martine Holm Jensen. Hun blev student fra Stenhus Kostskole i 1952 og færdiguddannet arkitekt på Kunstakademiet i 1958.
I 1953 blev hun gift med Ole Fischer Thomsen med hvem hun fik børn. Rollen som husmor kolliderede med studierne og hindrede hende i at tage med på den obligatoriske studietur til Italien og Grækenland. Imidlertid blev netop denne situation startskuddet på hendes faglige fokusområde. Hun blev opfordret til at tage en snak med Peter Bredsdorff, som var professor i arkitektur. Han foreslog Dalgas at se nærmere på planerne for udstykning af 300 styk sommerhusgrunde i landsbyen Nyord, når hun nu alligevel skulle tilbringe sommerferien på Møn med sin familie. Med hendes egne ord var det "...den mest inspirerende samtale, jeg havde haft med en lærer på Akademiet." Dalgas endte med at skrive studieopgave om Nyord. Et arbejde der flyttede hendes fokus fra arkitektur forstået som enkeltstående bygninger henimod byplanlægning og holistisk bevaring af historiske bymiljøer. Hun blev en af de første studerende, der fik godkendt en opgave om byplanlægning til afgang på arkitektskolen.
Arkitekt Anne Marie Rubin var allerede optaget af den dagsorden. Hun advarede om, at hvis udviklingen fortsatte, ville sommerhusene optage mere og mere af Danmarks kyster. Landskaber, som burde være offentligt tilgængelige og til glæde for hele befolkningen, ville i stigende grad tilfalde de få.

## Karriere og tillidshverv
1959-61 var Vibeke Dalgas ansat på Peter Bredsdorffs Tegnestue med Hillerød som fokusområde. 1961-66 var hun ansat i Hillerød Kommune. 1966 startede hun sin egen byplantegnestue i Hillerød med navnet Tegnestuen Vibeke Fischer Thomsen. I 1983 ændrede hun navn tilbage til Dalgas efter sin skilsmisse i 1972. 1967-72 underviste hun i byplanlægning på Kunstakademiet. 1972-88 underviste hun i afdelingen for restaurering. 1973-81 var hun medlem af Dansk Byplanlaboratoriums bestyrelse. 1978-90 var hun medlem af Kunstakademiets jury. 1981-87 var hun suppleant til Akademirådet. 1981-85 var hun formand for Akademirådets byplan- og landskabsudvalg og medlem af redaktionsudvalget for tidsskrifterne Arkitekten og Arkitektur. 1982 stiftede hun og blev formand for Byplanhistorisk Udvalg under Dansk Byplanlaboratorium. Hun var medlem af Miljøankenævnet 1984-88 og blev i 1988 udpeget professor ved Lunds Universitet.